# Дубовые насаждения (памятник природы)
Дубовые насаждения («урочище Шайтанская дача») — комплексный памятник природы местного значения. Находится в Великоновосёлковском районе Донецкой области, на реке Шайтанка.
Статус памятника природы присвоен решением Донецкого областного исполкома № 310 от 21 июня 1972 года. Площадь памятника природы — 5,2 га.
Представляет собой дубовые насаждения искусственного происхождения, возраст которых превышает шестьдесят лет.
С объектом «Дубовые насаждения» работают Великоанадольский гослесхоз и Майорское лесничество.